# بيل هايز (ممثل)
بيل هايز (بالإنجليزية: Bill Hayes)‏ هو مغني وممثل أمريكي، ولد في 5 يونيو 1925 بهارفي في الولايات المتحدة.

## أعمال

### أفلام
- (1963) الكاردينال

## وصلات خارجية
- بيل هايز على موقع IMDb (الإنجليزية)
- بيل هايز على موقع ميوزك برينز (الإنجليزية)
- بيل هايز على موقع قاعدة بيانات برودواي على الإنترنت (الإنجليزية)
- بيل هايز على موقع ديسكوغز (الإنجليزية)
- بيل هايز على موقع قاعدة بيانات الفيلم (الإنجليزية)